# Clyzomedus
Clyzomedus – rodzaj chrząszczy z rodziny kózkowatych i podrodziny zgrzypikowych.

## Zasięg występowania
Przedstawiciele tego rodzaju występują w Indiach, Azji Południowo-Wschodniej oraz na Nowej Gwinei.

## Systematyka
Do Clyzomedus należy 9 gatunków:
- Clyzomedus annularis
- Clyzomedus borneensis
- Clyzomedus fastidiosus
- Clyzomedus indicus
- Clyzomedus javanicus
- Clyzomedus laosensis
- Clyzomedus laosicus
- Clyzomedus transversefasciatus
- Clyzomedus vittaticollis